# Cerapachys terricola
Cerapachys terricola är en myrart som beskrevs av Mann 1919. Cerapachys terricola ingår i släktet Cerapachys och familjen myror. Inga underarter finns listade i Catalogue of Life.